# Biserica „Adormirea Maicii Domnului” din Sîngera
Biserica „Adormirea Maicii Domnului” este o biserică amplasată pe str. 31 August 1989, 41 în Sîngera, municipiul Chișinău, Republica Moldova. Este un monument arhitectural și de artă de importanță națională inclus în Registrul monumentelor Republicii Moldova ocrotite de stat cu nr. 414 (municipiul Chișinău), denumirea în Registru fiind Biserica „Adormirea Maicii Domnului”. Pictură murală. Datează din 1912-1921.